# Associació de Futbol de les Illes Caiman
L' Associació de Futbol de les Illes Caiman, també coneguda per l'acrònim CIFA, és l'òrgan de govern del futbol a les Illes Caiman. Va ser fundada l'any 1966 i, el mateix any, es va afiliar a la Confederació del Nord, Centreamèrica i el Carib de Futbol Associació (CONCACAF). L'any 1992 es va afiliar a la Unió Caribenya de Futbol (CFU) i a la Federació Internacional de Futbol Associació (FIFA).
L'any 1966, la CIFA va ser fundada per organitzar i administrar el futbol de les Illes Caiman. Amb el creixent interès per l'esport del futbol, la CIFA va promoure durant els anys vuitanta i noranta la millora i construcció d'instal·lacions esportives per a facilitar la seva expansió.
El 30 de juliol de 1995, les Illes Caiman van acollir per primera vegada les finals de la Shell Caribbean Cup, que van atraure alguns dels grans noms del futbol mundial.
L'any 2004, després que l'huracà Ivan deixés destruïda o inutilitzable gairebé totes les instal·lacions esportives de les illes, el govern va promoure un projecte de reconstrucció de vint-i-vuit milions de dòlars per a la remodelació i modernització de diversos estadis al màxim nivell competitiu.
La CIFA regula tots els programes de la selecció nacional, les lligues de desenvolupament de la joventut, la lliga femenina i la lliga de les Illes Caiman o CIFA Premier League. Controla setze competicions nacionals de lliga i copa de totes les categories i supervisa un calendari actiu de cursos d'educació per a entrenadors, àrbitres i administradors, així com programes de formació per a jugadors joves. La CIFA també ha establert programes d'intercanvi amb clubs d'Europa i Amèrica del Sud, oferint a jugadors i entrenadors la possibilitat de tenir intercanvis futbolístics al més alt nivell professional.